# Gerdtremmelita
La gerdtremmelita és un mineral de la classe dels fosfats. Rep el nom en honor de Dr. Gerd Tremmel (1940-), col·leccionista i especialista en els minerals de Tsumeb, qui va presentar el material tipus per identificar-lo.

## Característiques
La gerdtremmelita és un arsenat de fórmula química (Zn,Fe)(Al,Fe)₂(AsO₄)(OH)₅. Cristal·litza en el sistema triclínic.
Segons la classificació de Nickel-Strunz, la gerdtremmelita pertany a «08.BE: Fosfats, etc. amb anions addicionals, sense H₂O, només amb cations de mida mitjana, (OH, etc.):RO₄ > 2:1» juntament amb els següents minerals: augelita, grattarolaïta, cornetita, clinoclasa, arhbarita, gilmarita, allactita, flinkita, raadeïta, argandita, clorofenicita, magnesioclorofenicita, dixenita, hematolita, kraisslita, mcgovernita, arakiïta, turtmannita, carlfrancisita, synadelfita, holdenita, kolicita, sabel·liïta, jarosewichita, theisita, coparsita i waterhouseïta.

## Formació i jaciments
Va ser descoberta a la mina Tsumeb, situada a la localitat homònima de la regió d'Otjikoto, a Namíbia. Es tracta de l'únic indret de tot el planeta on ha estat trobada aquesta espècie mineral.